# 하동 청계사 권수정혜결사문
하동 청계사 권수정혜결사문(河東 淸溪寺 勸修定慧結社文)은 대한민국 경상남도 하동군, 청계사에 있는 조선시대의 책이다. 2014년 3월 20일 경상남도 유형문화재 제553호로 지정되었다.

## 지정 사유
「권수정혜결사문」은 고려 중기 고승 지눌이 1190년에 승려들이 선정과 지혜를 함께 닦을 것을 강조하여 찬술하였다.
본서(本書)와 동일한 간본(刊本)인 1608년에 송광사에서 중간한 '권수정혜결사문'이 <국립중앙도서관>과 <충남대 도서관>에만 소장되어 있다.
본서(本書)는 ‘1608년’ 및 ‘송광사(松廣寺)’라는 명확한 간행기록이 남아 있고, 시주자에 대한 기록 및 인출?보존 상태가 완전하여 양호(良好)한 책이다.
귀중본(貴重本)의 기준이 되는 임진왜란(1592) 이전의 판본은 아니지만, 임란 직후 한국 사상의 부흥을 위하여 간행된 준(准) 귀중서로 그 전문(全文)이 온전하게 보전(保全)되어 있다는 점에서 중요한 자료이다.

## 같이 보기
- 권수정혜결사문

## 참고 자료
- 하동 청계사 권수정혜결사문 - 국가유산청 국가유산포털